# 울릉군의 농어촌버스
울릉군의 농어촌버스는 경상북도 울릉군을 중심으로 운행하는 버스를 이용한 대중교통 수단으로, 운수업체로는 무릉교통이 유일하다.
울릉군의 농어촌버스는 1979년 8월 15일에 대구의 한일여객에서 울릉도 일주도로가 우선 완공된 도동 ~ 저동 구간을 20분 간격으로 하루 15회 운행하기 시작하면서 최초로 운행되기 시작했다. 당시 버스 요금은 100원이었다.
본래 울릉읍 소재지인 도동을 기점으로 하여 천부, 봉래폭포까지 운행하는 노선과 천부를 기점으로 하여 나리분지, 관음도, 석포 방면으로 운행하는 노선으로 구성되어 있었으나 울릉도 일주도로가 전 구간 개통되면서 2019년 1월 14일부터 순환 노선 신설을 비롯한 노선 개편이 이루어졌다.

## 운임
| 구분               | 일반   | 청소년 | 어린이 |
| ------------------ | ------ | ------ | ------ |
| 단일구역내(읍면내) | 1000원 | 600원  | 500원  |
| 단일구역외(읍면간) | 1500원 | 600원  | 500원  |

- 울릉읍내 ~ 봉래폭포 구간은 1,500원이다.
- 교통카드 이용 시 100원이 할인된다.
  - 사용 가능한 카드: 티머니, 캐시비, 원패스(GS에서만 충전가능), 레일플러스(농협 계좌로만 충전가능)
  - 후불 교통카드: 비씨, 농협, 국민, 신한, 롯데, 현대, 삼성, 하나

## 운행 노선
2019년 1월 14일 개편 기준이다.
| 노선 | 운행구간 | 운행구간 | 운행구간 | 경유지                               | 운행횟수 | 비고                |
| ---- | -------- | -------- | -------- | ------------------------------------ | -------- | ------------------- |
| 1    | 도동     | →        | 도동     | 사동, 남양, 태하, 천부, 관음도, 저동 | 13회     | 서면 방면 순환 노선 |
| 2    | 도동     | →        | 도동     | 저동, 전음도, 천부, 태하, 남양, 사동 | 13회     | 북면 방면 순환 노선 |
| 3    | 도동     | ↔        | 봉래폭포 | 저동                                 | 13회     |                     |
| 4    | 천부     | ↔        | 나리분지 |                                      | 8회      |                     |
| 5    | 천부     | ↔        | 석포     | 선창                                 | 7회      |                     |